# Fergus Anderson
Fergus Kinloch Anderson (ur. 9 lutego 1909 w Wallington lub Croydon w hrabstwie Surrey; zm. 6 maja 1956 w Namur, Belgia) – brytyjski kierowca motocyklowy. Karierę motocyklową rozpoczął mając osiemnaście lat.
W dniach 7-8 czerwca 1947 odbyły się 17. Motocyklowe Mistrzostwa Europy w ramach Grand Prix Szwajcarii na torze Circuit Bremgarten. Fergus Anderson wygrał wyścig w kategorii 350 cm³ na motocyklu Velocette. Został też drugim wicemistrzem europy w klasach 500 cm³ i 250 cm³, startując na motocyklach Norton i Moto Guzzi. Tym samym został pierwszym w historii ME motocyklistą, startującym w danym roku na trzech motocyklach od różnych producentów, który ukończył Motocyklowe Mistrzostwa Europy na podium.
26 sierpnia 1950 wziął udział jako kierowca zespołu Hersham and Walton Motors w wyścigu BRDC International Trophy nie zaliczanym do mistrzostw świata Formuły 1. Pierwszy wyścig ukończył na siódmej pozycji, w drugim nie brał udziału, a podczas wyścigu finałowego wycofał się z powodu awarii skrzyni biegów.
W latach 1949–1954 uczestniczył w wyścigach Motocyklowych mistrzostw świata. Jego największymi osiągnięciami w tej serii było dwukrotne mistrzostwo świata w klasie 350 cm³. W 1950 został drugim wicemistrzem klasy 250 cm³ razem z Bruno Ruffo, a w sezonie 1952 został wicemistrzem kategorii 250 cm³.
Po sezonie 1954 ogłosił zakończenie startów w Motocyklowych Mistrzostwach Świata, zostając dyrektorem zespołu Moto Guzzi. Po konflikcie z zarządem włoskiego zespołu dotyczącym sposobów kierowania przez niego ekipą, podjął współpracę z BMW jako etatowy motocyklista niemieckiego producenta. Zmarł 6 maja 1956 szpitalu w Namur w wyniku ran poniesionych w wypadku podczas wyścigu na torze Circuit de Floreffe. Fergus Anderson został pochowany na cmentarzu w Namur, zgodnie ze swoim życzeniem, gdyby zginął na torze miał zostać pochowany w pobliżu miejsca wypadku. W maju 1996 Royal Motor Union de Namur ufundowało tablicę pamiątkową ustawioną na miejscu wypadku brytyjskiego motocyklisty na zbiegu ulic Massaux-Dufaux i Louis Jacques w Floreffe.

## Statystyki

### Poszczególne wyścigi
| Legenda oznaczeń w tabelach wyników Wyświetl szablon na nowej stronie | Legenda oznaczeń w tabelach wyników Wyświetl szablon na nowej stronie                                                                     |
| Oznaczenie                                                            | Wyjaśnienie |
| --------------------------------------------------------------------- | --- |
| Złoty                                                                 | Zwycięzca lub mistrzostwo |
| Srebrny                                                               | 2. miejsce lub wicemistrzostwo |
| Brązowy                                                               | 3. miejsce lub II wicemistrzostwo |
| Zielony                                                               | Ukończył, punktował (w klasyfikacji generalnej, gdy zdobył co najmniej jeden punkt na przestrzeni sezonu, poza trzema powyższymi opcjami) |
| Niebieski                                                             | Ukończył, nie punktował (w klasyfikacji generalnej, gdy nie zdobył co najmniej jednego punktu na przestrzeni sezonu)                      |
| Czerwony                                                              | Nie zakwalifikował się (NZ) |
| Czerwony                                                              | Nie prekwalifikował się (NPK) |
| Różowy                                                                | Nie ukończył (NU) |
| Różowy                                                                | Niesklasyfikowany (NS) (w klasyfikacji generalnej, gdy nie został sklasyfikowany w żadnym wyścigu sezonu)                                 |
| Czarny                                                                | Zdyskwalifikowany (DK) |
| Czarny                                                                | Wykluczony (WYK/EX) |
| Biały                                                                 | Nie wystartował (NW) |
| Biały                                                                 | Kontuzjowany (K/INJ) |
| Biały                                                                 | Wyścig odwołany (OD/C) |
| Bez koloru                                                            | Został wycofany (WYC/WD) |
| Bez koloru                                                            | Nie przybył (NP/DNA) |
| Bez koloru                                                            | Nie brał udziału w treningach (NT/DNP) |
| Bez koloru                                                            | Nie został zgłoszony (–) |
| Pogrubienie                                                           | Start z pole position |
| Kursywa                                                               | Najszybsze okrążenie wyścigu |
| †                                                                     | Nie ukończył, ale jego rezultat został zaliczony ze względu na przejechanie więcej niż 90% dystansu wyścigu.                              |
| *                                                                     | Sezon w trakcie |
| 1/2/3                                                                 | Punktowana pozycja w sprincie |
| Lista systemów punktacji Formuły 1                                    | |

| Sezon | Klasa   | Zespół     | Wyniki w poszczególnych eliminacjach | Wyniki w poszczególnych eliminacjach | Wyniki w poszczególnych eliminacjach | Wyniki w poszczególnych eliminacjach | Wyniki w poszczególnych eliminacjach | Wyniki w poszczególnych eliminacjach | Wyniki w poszczególnych eliminacjach | Wyniki w poszczególnych eliminacjach | Wyniki w poszczególnych eliminacjach | Punkty | Pozycja |
| Sezon | Klasa   | Zespół     | IMN                                  | CHE                                  | NLD                                  | BEL                                  | ULS                                  | ITA                                  |                                      |                                      |                                      | Punkty | Pozycja |
| ----- | ------- | ---------- | ------------------------------------ | ------------------------------------ | ------------------------------------ | ------------------------------------ | ------------------------------------ | ------------------------------------ | ------------------------------------ | ------------------------------------ | ------------------------------------ | ------ | ------- |
| 1949  | 250 cm³ | Moto Guzzi |                                      | 3                                    |                                      |                                      |                                      |                                      |                                      |                                      |                                      | 8      | 8       |
| Sezon | Klasa   | Zespół     | IMN                                  | BEL                                  | NLD                                  | CHE                                  | ULS                                  | ITA                                  |                                      |                                      |                                      | Punkty | Pozycja |
| 1950  | 250 cm³ | Moto Guzzi |                                      |                                      |                                      |                                      |                                      | 2                                    |                                      |                                      |                                      | 6      | 3       |
| Sezon | Klasa   | Zespół     | ESP                                  | CHE                                  | IMN                                  | BEL                                  | NLD                                  | FRA                                  | ULS                                  | ITA                                  |                                      | Punkty | Pozycja |
| 1951  | 250 cm³ | Moto Guzzi |                                      |                                      | NS                                   |                                      |                                      | 5                                    |                                      |                                      |                                      | 3      | 8       |
| 1951  | 500 cm³ | Moto Guzzi |                                      | 1                                    |                                      |                                      |                                      |                                      |                                      |                                      |                                      | 8      | 7       |
| Sezon | Klasa   | Zespół     | CHE                                  | IMN                                  | NLD                                  | BEL                                  | DEU                                  | ULS                                  | ITA                                  | ESP                                  |                                      | Punkty | Pozycja |
| 1952  | 250 cm³ | Moto Guzzi | 1                                    | 1                                    | 3                                    |                                      |                                      |                                      | 3                                    |                                      |                                      | 24     | 2       |
| Sezon | Klasa   | Zespół     | IMN                                  | NLD                                  | BEL                                  | DEU                                  | FRA                                  | ULS                                  | CHE                                  | ITA                                  | ESP                                  | Punkty | Pozycja |
| 1953  | 250 cm³ | Moto Guzzi | 1                                    | 2                                    |                                      |                                      |                                      | 3                                    | 3                                    |                                      | 3                                    | 22     | 4       |
| 1953  | 350 cm³ | Moto Guzzi | 3                                    |                                      | 1                                    |                                      | 1                                    |                                      | 1                                    | 2                                    |                                      | 34     | 1       |
| 1953  | 500 cm³ | Moto Guzzi |                                      |                                      |                                      |                                      |                                      |                                      |                                      |                                      | 1                                    | 8      | 9       |
| Sezon | Klasa   | Zespół     | FRA                                  | IMN                                  | ULS                                  | BEL                                  | NLD                                  | DEU                                  | CHE                                  | ITA                                  | ESP                                  | Punkty | Pozycja |
| 1954  | 250 cm³ | Moto Guzzi |                                      | 5                                    |                                      |                                      |                                      |                                      |                                      |                                      |                                      | 2      | 15      |
| 1954  | 350 cm³ | Moto Guzzi |                                      | NS                                   |                                      | 2                                    | 1                                    |                                      | 1                                    | 1                                    | 1                                    | 38     | 1       |
| 1954  | 500 cm³ | Moto Guzzi |                                      | NS                                   |                                      |                                      | 2                                    | 5                                    |                                      |                                      |                                      | 8      | 7       |